# Your Honor
Your Honor är en amerikansk kriminal- och dramaserie vars första säsong hade premiär den 6 december 2020. Serien förnyades med en andra, och sista, säsong som avslutades 19 mars 2023. Serien är skapad av Peter Moffat, som också medverkat i manusskrivandet. Serien kommer att visas på Viaplay med start 10 oktober 2023.

## Handling
Serien kretsar kring en respekterad domare, Michael Desiato, vars son, Adam, smitit från en dödsolycka. Han gör allt för att skydda sonen, men hur långt är han villig för att rädda sin sons liv?

## Rollista i urval
- Bryan Cranston - Michael Desiato
- Hunter Doohan - Adam Desiato
- Hope Davis - Gina Baxter
- Sofia Black-D'Elia - Frannie Latimer
- Isiah Whitlock Jr. - Charlie Figaro
- Michael Stuhlbarg - Jimmy Baxter
- Carmen Ejogo - Lee Delamere
- Benjamin Flores Jr. - Eugene Jones
- Margo Martindale - Elizabeth Guthrie
- Maura Tierney - Fiona McKee
- Rosie Perez - Olivia Delmont
- Amy Landecker - Nancy Costello
- Tony Curran - Frankie
- Cullen Moss - Rudy Cunningham
- Lorraine Toussaint - Sara LeBlanc
- Mark Margolis - Carmine Conti